# Gerónimo Barbadillo
Gerónimo Barbadillo González (Lima, 24 de septiembre de 1954) es un exfutbolista peruano. Apodado "Patrulla", Barbadillo se desempeñaba como extremo y era reconocido por su velocidad por la banda derecha, regate y habilidad para marcar goles dentro del área. Es un jugador histórico del club Tigres de la UANL, se le reconoce como uno de los mejores jugadores extranjeros que actuaron en el fútbol mexicano.
Fue hijo de una de las más grandes glorias de Sport Boys y uno de los mejores futbolistas peruanos de los años 1950, Willy Barbadillo. 
Debutó como jugador profesional con Sport Boys en 1971 y pasó por Defensor Lima dos años después. Pero su gran explosión se dio en el extranjero, en 1975 se fue a México enrolándose a Tigres y allí se forjó una figura legendaria, tanto así que hasta hoy es considerado uno de "Los Monstruos Sagrados" del club y uno de los mejores futbolistas extranjeros de la historia de la Liga MX. Con los auriazules marcó 70 goles, cifra excelente para alguien que no fue centro delantero. Además de ello, el número "7" (número que vistió con la casaca de los Tigres) se dejó de usar como una medida de agradecimiento por todo lo que hizo como jugador por el club auriazul. Luego de ser tricampeón en el país del norte dio el salto a Europa y tuvo brillantes actuaciones con Avellino y Udinese, ambos de la Serie A de Italia.
Con la selección de fútbol del Perú ganó la Copa América de 1975 y alcanzó tal vez su mejor nivel durante la etapa clasificatoria de la Copa Mundial de fútbol de 1982 donde logró clasificar disputando el respectivo torneo.

## Trayectoria
Hijo de una de las más grandes glorias del Sport Boys de la década de los cincuenta Guillermo "Willy" Barbadillo. Su curioso apelativo de "Patrulla" se originó debido a que Barbadillo fue el primer jugador peruano en lucir un peinado "african look" o "afro" a la usanza de uno de los personajes de la serie televisiva norteamericana "Patrulla Juvenil" que se transmitía por televisión en los años 1970.  
"Patrulla" se formo en las inferiores del Club Atlético Chalaco, para luego ir al Sport Boys Association donde debutó como jugador profesional cuando apenas tenía 17 años en 1971, y permaneció en el cuadro rosado hasta finales del '72. Su gran talento, juego atildado y velocidad, hicieron que fuera inmediatamente convocado a la selección nacional el mismo año de su debut profesional.
En 1974, pasa a jugar en el Defensor Lima, club que con sus contrataciones millonarias marcó toda una época en el fútbol peruano. 
En 1976, pasa a los Tigres UANL de México, donde alcanza su consagración internacional, conquistando un título de Copa México contra el Club América y dos títulos de Liga MX, contra los Pumas UNAM en 1978 y contra el Atlante en 1982, respectivamente. "Patrulla" fue pieza clave por su contundencia al ataque y se destaca su asociación con el histórico mediocampista creativo Tomás Boy. En el equipo mexicano se forjó una figura legendaria y forma parte del "once ideal histórico", además de que fue considerado uno de los mejores futbolistas extranjeros de la Liga Mexicana durante su etapa. Con los felinos marcó 70 goles y el número "7" (que vistió con la casaca de los Tigres) se retiró como una medida de agradecimiento por sus logros como figura del club auriazul.
Luego de coronarse tres veces campeón con los Tigres, y después de jugar en el Mundial de España '82, se incorpora al US Avellino de Italia, siguiendo la huella de Alberto Gallardo, otro jugador peruano que militó en el fútbol italiano en la década del '60.  Su paso por el Avellino va de 1982 hasta 1985, en que pasa al club Udinese, también de Italia. Se retira en el fútbol italiano, en el Sanvitese.
Luego de su retiro, "Patrulla" siguió ligado al Avellino en calidad de asesor técnico. Hasta hoy reside en Italia, donde se desempeña como entrenador de fútbol de las divisiones inferiores del club Udinese. En el año 2001 visitó Perú, donde declaró que uno de sus anhelos es dirigir en el futuro a algún equipo peruano. En 2020, durante un partido de Liga MX entre Tigres y el Atlas, Barbadillo visitó el Estadio Universitario de Tigres para celebrar el sexagésimo aniversario del club, en la celebración fue recibido por el entonces entrenador de los felinos Ricardo Ferretti y se le otorgó un reconocimiento.

## Selección nacional
Hizo su debut el 3 de mayo de 1972 en la derrota 3-0 ante Holanda en Róterdam.
Delantero de habilidad y picardía poco comunes, y de una efectividad extraordinaria para definir, fue llamado a la selección peruana que logró la clasificación al Mundial de  España '82.  De ese proceso eliminatorio se recuerdan sus grandes actuaciones junto a César Cueto, con quien conformaría una dupla de polendas que deleitaba a la tribuna como ninguna otra. Se recuerda especialmente su gol frente a Colombia en Lima, en el partido de ida, y que la selección de Perú ganó por 2-0. Jugó su último partido ante Chile en la clasificación para México 86 el 3 de noviembre de 1985. 

### Participaciones en Copas del Mundo
| Mundial                        | Sede                     | Resultado                | Pj | Goles | Asistencias | Prom. |
| ------------------------------ | ------------------------ | ------------------------ | -- | ----- | ----------- | ----- |
| Copa Mundial de Fútbol de 1982 | España                   | Primera fase             | 3  | 0     | 1           | 0,00  |
| Total en Copas del Mundo       | Total en Copas del Mundo | Total en Copas del Mundo | 3  | 0     | 1           | 0,00  |

### Participaciones en Eliminatorias
| Eliminatorias                    | Selección              | Resultado              | Partidos | Goles | Media goleadora |
| -------------------------------- | ---------------------- | ---------------------- | -------- | ----- | --------------- |
| Eliminatorias Sudamericanas 1982 | Perú                   | (Clasificado)          | 4        | 1     | 0,25            |
| Eliminatorias Sudamericanas 1986 | Perú                   | (No clasificó)         | 6        | 2     | 0,33            |
| Total en Eliminatorias           | Total en Eliminatorias | Total en Eliminatorias | 10       | 3     | 0,33            |

### Participaciones en Copa América
| Copa              | Selección     | Resultado | Partidos | Goles | Media goleadora |
| ----------------- | ------------- | --------- | -------- | ----- | --------------- |
| Copa América 1975 | Sin sede fija | 'Campeón' | 2        | 0     | 0,00            |

### Resumen estadístico
| Selección Nacional | Año  | Partidos | Goles |
| ------------------ | ---- | -------- | ----- |
| Selección Peruana  | 1972 | 1        | 0     |
| Selección Peruana  | 1975 | 2        | 0     |
| Selección Peruana  | 1981 | 5        | 1     |
| Selección Peruana  | 1982 | 2        | 0     |
| Selección Peruana  | 1985 | 8        | 2     |

## Clubes
| Club          | País   | Año       |
| ------------- | ------ | --------- |
| Sport Boys    | Perú   | 1971-1972 |
| Defensor Lima | Perú   | 1973-1975 |
| Tigres        | México | 1975-1982 |
| Avellino      | Italia | 1982-1985 |
| Udinese       | Italia | 1985-1986 |
| Sanvitese     | Italia | 1986-1987 |

## Estadísticas
| Club                    | Div.                | Temporada           | Liga  | Liga  | Copas nacionales(1) | Copas nacionales(1) | Torneos internacionales(2) | Torneos internacionales(2) | Total | Total | Media goleadora(3) |
| Club                    | Div.                | Temporada           | Part. | Goles | Part.               | Goles               | Part.                      | Goles                      | Part. | Goles | Media goleadora(3) |
| ----------------------- | ------------------- | ------------------- | ----- | ----- | ------------------- | ------------------- | -------------------------- | -------------------------- | ----- | ----- | ------------------ |
| Sport Boys · Perú       | 1.ª                 | 1971                | 26    | 7     | —                   | —                   | —                          | —                          | 26    | 7     | 0.27               |
| Sport Boys · Perú       | 1.ª                 | 1972                | 28    | 10    | —                   | —                   | —                          | —                          | 28    | 10    | 0.36               |
| Sport Boys · Perú       | Total club          | Total club          | 54    | 17    | 0                   | 0                   | 0                          | 0                          | 54    | 17    | 0.31               |
| Defensor Lima · Perú    | 1.ª                 |                     |       |       |                     |                     |                            |                            |       |       |                    |
| Defensor Lima · Perú    | 1.ª                 | 1973-75             | 67    | 26    | 1                   | 0                   | 9                          | 1                          | 76    | 27    | 0.39               |
| Defensor Lima · Perú    | Total club          | Total club          | 67    | 26    | 1                   | 0                   | 9                          | 1                          | 76    | 27    | 0.36               |
| Tigres UANL · México    | 1.ª                 |                     |       |       |                     |                     |                            |                            |       |       |                    |
| Tigres UANL · México    | 1.ª                 | 1975-76             | 33    | 7     | 9                   | 2                   | —                          | —                          | 42    | 9     | 0.21               |
| Tigres UANL · México    | 1.ª                 | 1976-77             | 36    | 8     | —                   | —                   | —                          | —                          | 36    | 8     | 0.22               |
| Tigres UANL · México    | 1.ª                 | 1977-78             | 30    | 6     | —                   | —                   | —                          | —                          | 30    | 6     | 0.2                |
| Tigres UANL · México    | 1.ª                 | 1978-79             | 38    | 5     | 1                   | 0                   | —                          | —                          | 38    | 5     | 0.13               |
| Tigres UANL · México    | 1.ª                 | 1979-80             | 41    | 17    | —                   | —                   | 3                          | 1                          | 44    | 18    | 0.41               |
| Tigres UANL · México    | 1.ª                 | 1980-81             | 29    | 10    | —                   | —                   | —                          | —                          | 29    | 10    | 0.24               |
| Tigres UANL · México    | 1.ª                 | 1981-82             | 31    | 8     | —                   | —                   | 2                          | 0                          | 33    | 8     | 0.32               |
| Tigres UANL · México    | Total club          | Total club          | 238   | 59    | 10                  | 2                   | 5                          | 1                          | 251   | 64    | 0.25               |
| US Avellino · Italia    | 1.ª                 |                     |       |       |                     |                     |                            |                            |       |       |                    |
| US Avellino · Italia    | 1.ª                 | 1982-83             | 30    | 5     | 6                   | 1                   | —                          | —                          | 36    | 6     | 0.17               |
| US Avellino · Italia    | 1.ª                 | 1983-84             | 27    | 3     | 7                   | 1                   | —                          | —                          | 34    | 4     | 0.12               |
| US Avellino · Italia    | 1.ª                 | 1984-85             | 24    | 2     | 2                   | 1                   | —                          | —                          | 26    | 3     | 0.12               |
| US Avellino · Italia    | Total club          | Total club          | 81    | 10    | 15                  | 3                   | 0                          | 0                          | 96    | 13    | 0.14               |
| Udinese Calcio · Italia | 1.ª                 |                     |       |       |                     |                     |                            |                            |       |       |                    |
| Udinese Calcio · Italia | 1.ª                 | 1985-86             | 22    | 3     | 1                   | 0                   | —                          | —                          | 23    | 3     | 0.13               |
| Udinese Calcio · Italia | Total club          | Total club          | 22    | 3     | 1                   | 0                   | 0                          | 0                          | 23    | 3     | 0.13               |
| Sanvitese · Italia      | 2.ª                 |                     |       |       |                     |                     |                            |                            |       |       |                    |
| Sanvitese · Italia      | 2.ª                 | 1986-87             | 14    | 2     | 5                   | 2                   | —                          | —                          | 19    | 4     | 0.21               |
| Sanvitese · Italia      | Total club          | Total club          | 14    | 2     | 5                   | 2                   | 0                          | 0                          | 19    | 4     | 0.21               |
| Total en su carrera     | Total en su carrera | Total en su carrera | 471   | 120   | 32                  | 7                   | 14                         | 1                          | 517   | 128   | 0.25               |

## Palmarés

### Campeonatos nacionales
| Título           | Club          | País   | Año       |
| ---------------- | ------------- | ------ | --------- |
| Primera División | Defensor Lima | Perú   | 1973      |
| Copa MX          | Tigres UANL   | México | 1975-1976 |
| Liga MX          | Tigres UANL   | México | 1977-1978 |
| Liga MX          | Tigres UANL   | México | 1981-1982 |

### Copas internacionales
| Título             | Club              | País | Año  |
| ------------------ | ----------------- | ---- | ---- |
| Copa Simón Bolívar | Defensor Lima     | Perú | 1975 |
| Copa América       | Selección Peruana | Perú | 1975 |

### Distinciones individuales
| Distinción                                                 | Año  |
| ---------------------------------------------------------- | ---- |
| Citlalli al mejor extremo de la Primera División de México | 1979 |
| Citlalli al mejor extremo de la Primera División de México | 1981 |
| Incluido en el once ideal histórico de Tigres de la UANL   | 2020 |